# Musée de la joaillerie Ilias Lalaounis

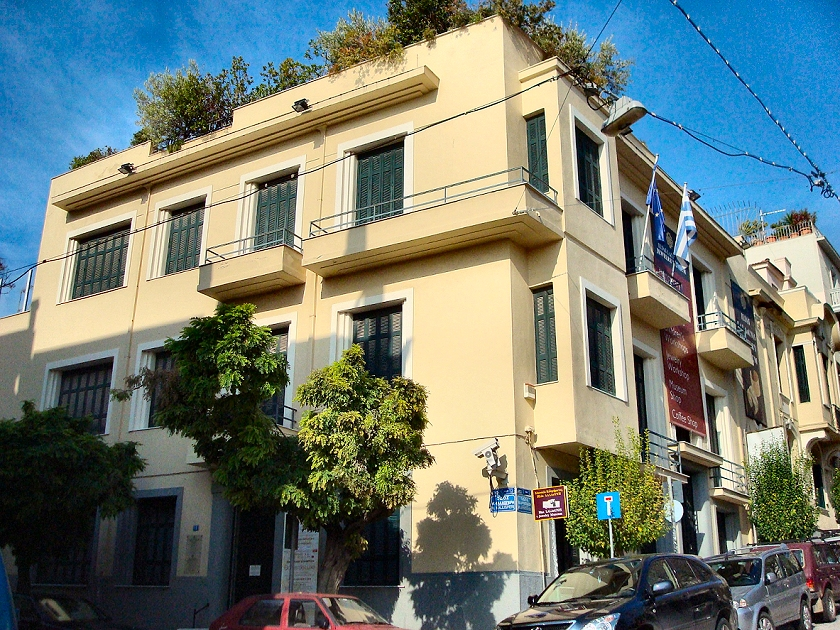
Musée de la joaillerie Ilias Lalaounis

Le musée de la joaillerie Ilias Lalaounis à Athènes en Grèce est un musée consacré à la joaillerie fondé en 1993 par Ilías Lalaoúnis au pied de l'Acropole.
Il expose 4 000 créations tirées de la cinquantaine de collections réalisées par ce bijoutier entre 1940 et 2000.